# Bréxent-Énocq
Bréxent-Énocq är en kommun i departementet Pas-de-Calais i regionen Hauts-de-France i norra Frankrike. Kommunen ligger i kantonen Étaples som tillhör arrondissementet Montreuil. År 2022 hade Bréxent-Énocq 639 invånare.

## Befolkningsutveckling
Antalet invånare i kommunen Bréxent-Énocq
| Referens: INSEE |